# Cunene (Angola)
|  | Per a altres significats, vegeu «riu Cunene». |

Cunene és una província del sud d'Angola. Té una superfície de 87.342 km² i una població estimada de 965.288 habitants (2014). La seva capital és la ciutat d'Ondjiva. Al sud de la província hi ha el riu Cunene, que marca el límit amb Namíbia.
Té un clima tropical sec.
La seva economia és primària, basada sobretot en l'agricultura (blat de moro, iuca i hortalisses) i la mineria (ferro i coure). La llengua kwanyama és la llengua principal de Cunene (425.000 persones) i al nord de Namíbia, regió d'Ovamboland (240.000 persones).

## Divisió administrativa
Cunene té els següents municipis:
- Cahama
- Kuvelai
- Namakunde
- Santa-Clara
- Xangongo
- Ombadja

## Llengües
- Nyemba
- Zemba